# Gamla bankhuset
Das Gamla bankhuset ist ein gelbes, zweistöckiges Steingebäude in der schwedischen Stadt Umeå. Es befindet sich in der Storgatan 34. Das Gebäude wurde im Stil der Neorenaissance errichtet und wird vom schwedischen Staat als kulturhistorisch wertvoll eingestuft. Aufgrund seiner abgerundeten Ecken trägt es den Spitznamen Smörasken (Butterbrotdose).

## Das Gebäude
Das Gebäude besteht aus Stein und entspricht einem typischen Renaissance-Stil. Es wurde 1877 nach einem Grundriss von Axel Cederberg vom Väg- och vattenbyggnadskåren gebaut. Cederberg war zu dieser Zeit technischer Berater der Stadt. Das Gebäude hat zwei Stockwerke und ist gelb gestrichen. Ursprünglich waren die Schalterhalle und die Büros im Erdgeschoss, das Obergeschoss war für den Bankdirektor eingerichtet. In diesem befand sich ein großes Apartment sowie einen Raum für Junggesellen.

## Geschichte
Das Gamla bankhuset war das erste Bankgebäude der Westerbottens enskilda banks. Nach dem großen Brand von Umeå 1888 wurde es möglich, ein neues Bankgebäude zu errichten, welches zentraler lag und eine repräsentativere Position innehatte. 1894 verlegte die Bank ihre Geschäftsstelle in das neue Bankgebäude an der Ostseite von Rådhusparken. Heute befindet sich dort die Handelsbanken. Das alte Gebäude wurde stattdessen als Apartment-Gebäude genutzt. Über die Zeit wurde es für verschiedenste Zwecke verwendet, darunter als temporäres Lagerhaus für die Sammlung des Västerbottens Museums von 1936 bis 1946 und von 1935 bis 1954 von der Stadtbücherei. Seit 1980 befindet es sich auf der Liste der als Byggnadsminne (Baudenkmal) eingestuften Gebäude. Das Gamla bankhuset gehört Umeå Energi, welche 1992 umfassende Restaurierungsarbeiten durchführen ließ.